# تونله ساپ
تونله ساپ به معنای «دریاچهٔ بزرگ»، بزرگترین دریاچهٔ آب شیرین منطقهٔ جنوب شرقی آسیاست که در مرکز کامبوج قرار دارد. این دریاچه در گودالی درجلگه کامبوج واقع شده و توسط رودها و نهرهای بسیاری تغذیه می‌شود. رود تونله ساب به طول ۱۱۰ کیلومتر در جنوب دریاچه سرچشمه گرفته و با عبور از جلگهٔ ویل پوک در نزدیکی پنوم پن به رود مکونگ می‌پیوندد. در فاصلهٔ ماه‌های ژوئن تا نوامبر و حاکم بودن رژیم موسمی که پرآبی رود مکونگ را باعث می‌شود، این رودخانه جریان جنوب شرقی رود تونله ساپ را پس می‌زند که در نتیجه، به افزایش مساحت دریاچهٔ تونله ساپ از ۲٬۷۰۰ کیلومتر مربع به حدوداً ۱۰٬۳۶۰ کیلومتر مربع می‌انجامد. همچنین ژرفای دریاچه نیز بدین ترتیب افزایش یافته و از ۰٬۹ تا ۳ متر به ۹ تا ۱۴ متر افزایش عمق می‌یابد. پهنای دریاچه در فصول خشک ۳۵ کیلومتر است اما در فصول بارانی این اندازه به ۱۰۵ کیلومتر می‌رسد.
هنگامی که سطح آب دریاچهٔ تونله ساپ پایین است این دریاچه تقریباً به یک باتلاق پوشیده از نی تبدیل می‌شود. این دریاچه بزرگترین دریاچهٔ آب شیرین در جنوب شرقی آسیاست و در آن صنعت پرورش و صید ماهی کپور رواج دارد. دهکده‌های ماهی‌گیری شناور بسیاری بر روی این دریاچه ساخته‌شده‌اند که عمدتاً ویتنامی‌تبارها در آن‌ها سکونت دارند.
یونسکو در سال ۱۹۹۷ دریاچهٔ تونله ساپ را به‌عنوان یکی از ذخایر زیست‌کره معرفی نمود.